# Жилин, Валерий Васильевич
Валерий Васильевич Жилин (род. 29 июля 1944, с. Чернутьево, Удорский район, Коми АССР) — кадровый офицер КГБ СССР, генерал-майор налоговой полиции России, член Совета Федерации (2014—2015).

## Биография
В 1963 году окончил Ухтинский лесотехнический техникум и начал работать на Косланском лесопункте в Удорском районе. В 1964—1967 годах служил в пограничных войсках, после чего начал службу в управлении КГБ СССР по Коми АССР в звании младшего лейтенанта. В 1976 году окончил Высшую школу КГБ СССР имени Дзержинского, в 1993 году уволен в запас Министерства безопасности Российской Федерации в звании полковника. До 1994 года работал заместителем начальника республиканского управления инкассации и начальником службы безопасности «Комибанка», затем до 2002 года возглавлял республиканские налоговые органы (сначала занимал должность директора Департамента налоговой полиции, а с 1995 года — начальника Управления Федеральной службы налоговой полиции по Республике Коми). В 1995 году получил звание генерал-майора налоговой полиции, в 2002—2003 годах руководил республиканским Архивным управлением.
В 1986—1990 годах являлся депутатом Воркутинского городского Совета народных депутатов, с 1990 по 1995 год — депутатом Верховного Совета Коми АССР двенадцатого созыва. В 2003—2007 годах — депутат Государственного Совета Республики Коми третьего созыва. В Госсовете четвёртого созыва возглавил фракцию «Единой России».
23 октября 2014 года Государственный Совет Республики Коми наделил В. В. Жилина полномочиями члена Совета Федерации — представителя законодательного органа государственной власти республики.
15 октября 2015 года новым сенатором от Госсовета Коми стал Валерий Марков.

## Награды
- медаль Жукова